# William Collier
William Collier (ur. 12 lutego 1902, zm. 5 lutego 1987) – amerykański aktor filmowy.

## Filmografia
- 1919: Za kulisami
- 1923: Wrogowie kobiet jako Gaston
- 1924: Wino młodości jako Max
- 1926: Bóg dał dwadzieścia centów jako Barney Tapman
- 1930: Królewski romans jako John Hale
- 1931: Mały Cezar jako Tony Passa
- 1932: Demon Szybkości jako 'Speed' Morrow
- 1934: Public Stenographer jako James 'Jimmy' Martin Jr.

## Wyróżnienia
Posiada swoją gwiazdę na Hollywoodzkiej Alei Gwiazd